# A Prairie Home Companion
A Prairie Home Companion er en ensemble-komediefilm  fra 2006 instrueret af Robert Altman, hvilket dermed er hans sidste udgivne film kun fem måneder inden sin død. Den er baseret på A Prairie Home Companion, der er et radioprogram som bliver sendt fra public service-stationer i USA og andetsteds. Filmen er en fiktionel præsentation af hvad der sker bag udsendelserne på netop dette langtidsvarende radioprogram.